# Banda de Música de Candás
La Banda de Música de Candás es una banda de música española con sede en Candás (Asturias) con un periodo de actividad de 1881 hasta la actualidad.

## Historia
La primera referencia al origen de la Banda de Música de Candás se sitúa en 1881, cuando la Asociación de Mareantes del puerto de Candás, fundada el año anterior, decidió subvencionar al organista de la Iglesia para que enseñase gratuitamente música a los hijos e hijas de las personas socias que lo solicitasen y dirigir la Banda de la Sociedad. Se tienen noticias de que en los años siguientes desarrolló algunas actividades, como salir a recibir a visitantes ilustres.
En 1909 comienza una nueva etapa, en la que pasa a llamarse La Lira Candasina, y se aprueba su reglamento como sociedad coral e instrumental, además de con una sección dedicada al teatro. Hacia 1912 hubo una nueva reorganización, con compra de uniformes, escuela de educandos, etc. En ese  momento, Pedro Braña Martínez, con solo diez años, tocaba en ella el requinto, dando sus primeros pasos en la música (y parece ser que posteriormente la dirigió en alguna ocasión). En 1928 llegó a tener más de setecientos socios, y en 1929 se inauguró en la Plaza de la Baragaña de Candás un kiosco para sus conciertos.
En toda esta época, la formación pasó por grandes dificultades que supusieron varios cambios de directores y problemas económicos y de material (instrumentos, uniformes, etc.), llegando incluso a la disolución de la banda (o al menos a la suspensión de sus actividades) en más de una ocasión.
Una de estas disoluciones se produjo en los difíciles años de la Guerra Civil, cuando la Banda pasó a ser militarizada y acuartelada en Gijón. Cuando esta ciudad se rindió, los miembros de la Banda se dispersaron, y al final de la Guerra Civil se encontró prácticamente sin componentes.
En el año 1948, la agrupación volvió a renacer y, aunque con altibajos, se ha mantenido ya en activo hasta la actualidad. De esta época, hay que destacar como director a José “Pipi” Antuña Argüelles, que ocupó este puesto desde 1952 hasta 1983 (aunque al parecer ya había dirigido la Banda durante la II República, y en todo caso había estado vinculado a ella). En la actualidad, un parque de Candás lleva el nombre de “Maestro Antuña” en su honor.
A partir de la década de 1980 se produjo el afianzamiento definitivo de la Banda de Música gracias a la obtención de una subvención regular por parte del Ayuntamiento de Carreño. Esto permitió la renovación de instrumental, la adquisición de nuevos uniformes y la incorporación de jóvenes músicos de reconocido talento, así como la participación en diversos festivales y eventos que le otorgaron un cierto prestigio.

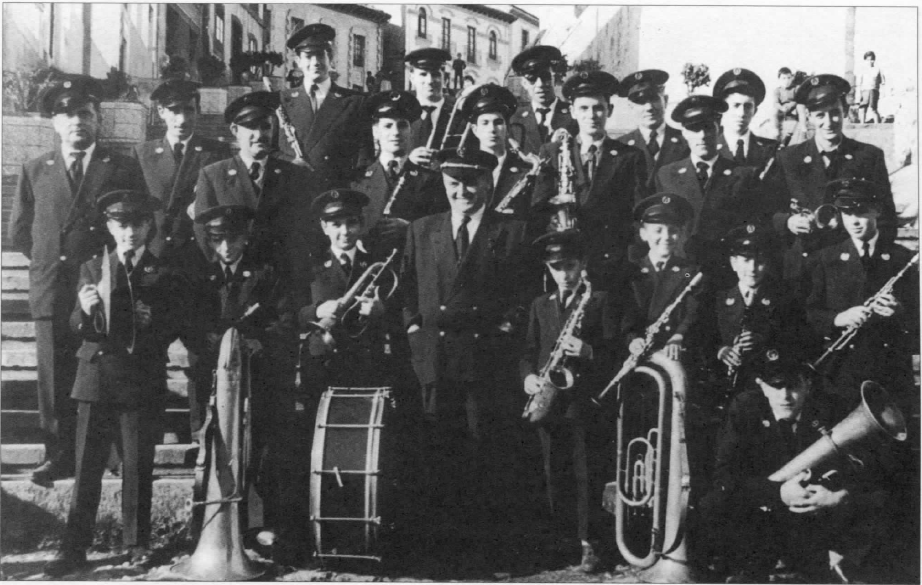
Banda de Música de Candás en la época del Maestro Antuña

Ya en los años 50 y 60 del siglo XX habían surgido, a partir de la Banda, otras formaciones, como las orquestas "Swing" y "Los Rodris" y, sobre todo, la fanfarria “Pepe el Chelo y sus marchosos”, fundada por varios miembros de la Banda en 1958 y que continúa hoy en día con su actividad. Sin embargo, es sobre todo a partir de los años 80 cuando se convierte en una importante cantera musical de Candás.
En concreto, la Banda de Música de Candás fue pionera en incorporar la gaita al conjunto de instrumentos de viento y percusión, algo inédito en Asturias en aquel momento. A pesar de que parecería natural que el instrumento más tradicional de la región se hubiese incorporado con anterioridad a las bandas de música en Asturias, las particularidades de la gaita asturiana hacen que no haya partituras para poder tocarla con una banda. Integrar la gaita significa hacer arreglos para que el sonido, afinación y papel melódico de la gaita conviva con los instrumentos propios de la banda, sin perder identidad. Por lo tanto, fue necesario elaborar dichos arreglos y crear poco a poco un repertorio, tarea en la que colaboró, entre otros, Antolín de la Fuente, director entonces de la banda de Gijón. De hecho, la falta de partituras para un gaitero en una banda sigue siendo el principal problema para su incorporación.
En este contexto, en 1989 se crea una sección de gaitas dependiente de la banda de música, compuesta por niños y jóvenes candasinos, que ensayaban bajo la dirección de José Ángel Hevia. A partir de ahí, la Banda de Gaitas comenzó a crecer en Candás y a ofrecer actuaciones individuales por todo el concejo, hasta que pocos años más tarde, en 1993, se independizó de la Banda de Música.[10]
La Agrupación Banda de Música de Candás se sustenta de su propia escuela de educandos “Oliver Díaz Suárez”, donde se imparten clases de solfeo y de instrumentos.
En 1997 se editó el CD “La música en el cine y otros temas” que incluye vídeos y archivos fotográficos de la agrupación, y donde algunas piezas incorporan sonoridades folk.
Especialmente significativas han sido también las celebraciones del 120 y 125 aniversario de la Banda de Música en 2001 y 2006 respectivamente, así como la publicación del libro Miscelánea de apuntes, imágenes y comentarios que recoge una parte de la historia de la agrupación a partir de los recuerdos de personas relacionadas de distintos modos con ella.
Entre las actividades musicales de carácter especial cabe mencionar la organización bianual del Festival Internacional de Piano José Luis Vega “Pelis”.
Desde 2003 ostenta la dirección de la Banda David M. Moen, tubista de la Orquesta Sinfónica del Principado de Asturias.

## Directores
- Gerardo (o Genaro) Suárez Fernández (primera década del siglo XX)
- Joaquín Fernández Fernández (1912 - 1936)
- Rafael Moro Collar (1948).
- José “Pipi” Antuña Argüelles (1952 – 1983)
- Genaro Valdés Rebollar (1983 – 1991)
- Daniel Sánchez Velasco (1991 – 1994)
- Óliver Díaz Suárez (1994 – 1999)
- Iván Cuervo Fernández (1999- 2002)
- Marcos Malnero Varela (director invitado)
- Pablo Clavijo Marcos (director invitado)
- Xuacu Llaneza García (director invitado)
- David M. Moen (2003 hasta la actualidad)